# Zhongtai, Sichuan
Zhongtai (kinesiska: 中太镇, 中太) är en köping i Kina. Den ligger i provinsen Sichuan, i den sydvästra delen av landet, omkring 120 kilometer nordost om provinshuvudstaden Chengdu. Antalet invånare är 19 131. Befolkningen består av 9 545 kvinnor och 9 586 män. Barn under 15 år utgör 15,0 %, vuxna 15-64 år 70 %, och äldre över 65 år 13,0 %.
Genomsnittlig årsnederbörd är 1 308 millimeter. Den regnigaste månaden är juli, med i genomsnitt 331 mm nederbörd, och den torraste är december, med 4 mm nederbörd.